# Surra

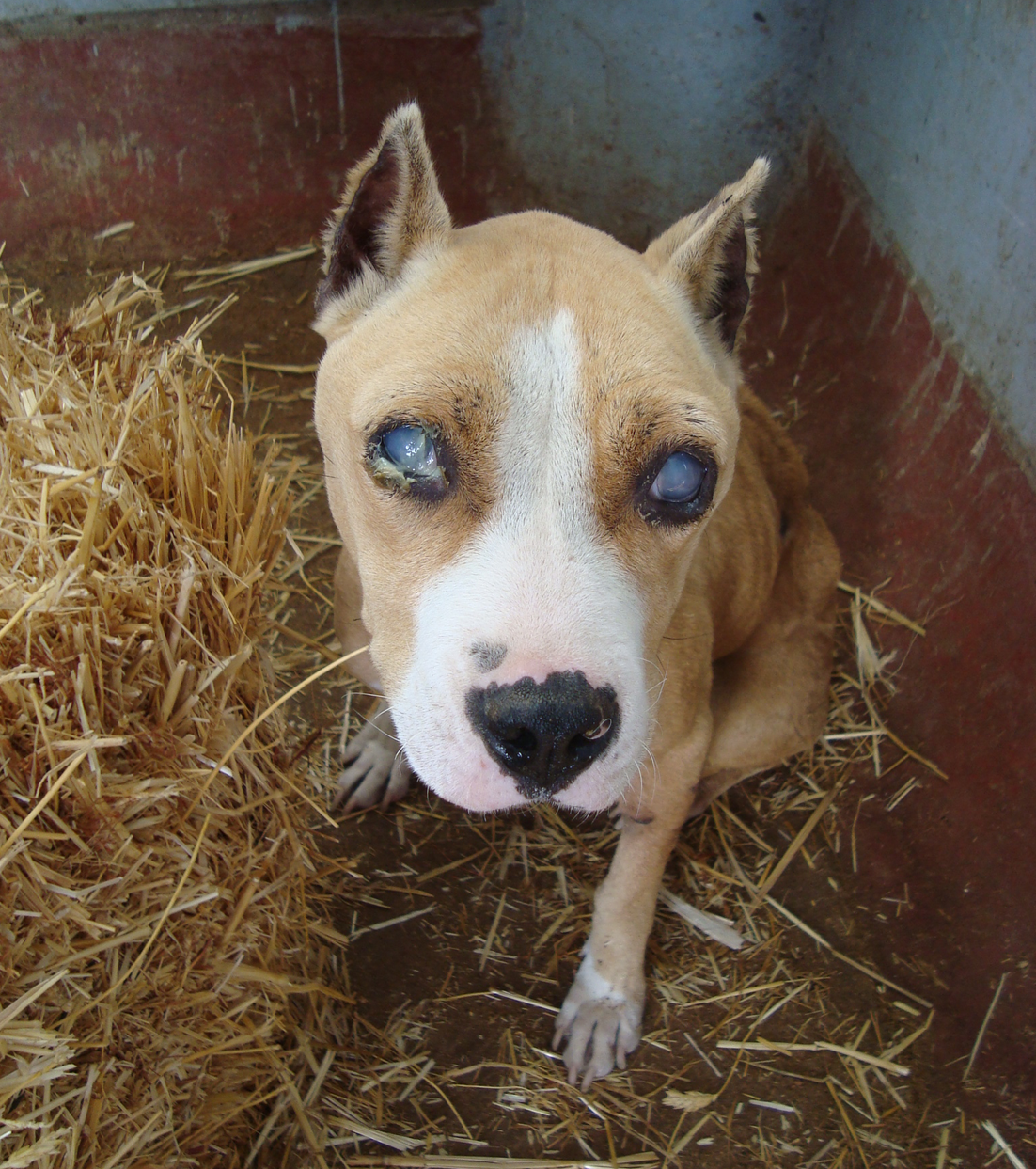
Surra

Surra ist eine Parasitose bei Säugetieren, die durch den Einzeller Trypanosoma evansi verursacht wird. Pferde, Kamele, Hunde und Asiatische Elefanten gelten als besonders empfänglich, während Rinder nur geringe Krankheitszeichen zeigen und als Erregerreservoir dienen. Überträger sind Bremsen und Vampirfledermäuse. Die Erkrankung ist auf der arabischen Halbinsel, in Südasien, in Nordafrika sowie Mittel- und Südamerika verbreitet. Die Ursache der Erkrankung wurde 1880 vom britischen Parasitologen Griffith H. Evans (1835–1935) erkannt.
Klinisch zeigt sich die Erkrankung in Fieber, Schwäche, Gewichtsverlust bei erhaltenem Appetit, Petechien um die Körperöffnungen, Nesselsucht, Anämie und Gelbsucht sowie Ödemen der Beine, der Brust und des Bauches. Vor allem bei Pferden und Hunden können ohne Behandlung Todesfälle auftreten.
Zur Behandlung werden Antiprotozoika wie Suramin oder Diminazen eingesetzt.

## Belege
1. ↑  National Library of Wales: Evans, G. H. (Griffith H.), 1835-1935.